# كسمتبه
كسمتبه (بالتركية: Kesmetepe)‏ هي بلدة تتبع مديرية بيسني في محافظة أديامان في تركيا. بلغ عدد سكانها 1,582 نسمة في عام 2021.
تتبع قرى جاقمق واينجه قوز بالبلدة، سكان قرية جاقمق من قبيلة رشوان الكردية.